# Nguyễn Thị Nhậm
Nguyễn Thị Nhậm (về sau được đọc trại thành Nhiệm) (chữ Hán: 阮氏任; ? – ?), phong hiệu Nhất giai Lệnh phi (一階令妃), là một cung phi của vua Thiệu Trị nhà Nguyễn trong lịch sử Việt Nam.

## Gia thế
Lệnh phi Nguyễn Thị Nhậm là con gái của Kinh Môn Quận công Nguyễn Văn Nhơn, võ tướng phò trợ đắc lực của Nguyễn Ánh trong việc khôi phục triều Nguyễn. Năm 1802, vua Gia Long cho cha bà giữ chức Lưu trấn Gia Định, sau được cử làm Tổng trấn Gia Định, là vị Tổng trấn đầu tiên của miền Nam.
Năm 1822, Tổng trấn mất, dù sử sách không ghi rõ nhưng việc bà Nhậm nhập phủ làm thất thiếp cho Thiệu Trị có thể là để xoa dịu nỗi mất mát của gia đình bà.

## Nhập phủ Trường Khánh
Năm 1823, bà Nhậm cùng với bà Phạm Thị Hằng được triều đình làm lễ cưới nạp vào phủ Trường Khánh cho Hoàng trưởng tử Miên Tông.

### Bói cúc áo
Một hôm, Thánh Tổ Minh Mạng ban cho hai người con dâu mỗi người một cái áo sa cổ thường thêu hoa vàng. Khi vào cung yết bái được Nhân Tuyên Hoàng thái hậu ban cho mỗi người một cúc áo bằng vàng, một cái chạm hình chim phượng, cái còn lại hình cành hoa, đều được phong giấy kín. Bà Nhân Tuyên khấn trời rằng: "Ai được chiếc cúc chạm hình phượng, thì có con trước", rồi sai nữ quan đem ban cho, bảo mỗi người lấy một phong, nhưng không được mở ra, cứ để nguyên mà tiến lên. Bà Nhậm được bà Hằng nhường cho chọn trước. Khi mở gói giấy ra thì bà Nhậm được cúc chạm hoa, bà Hằng được cúc chạm phượng. Điềm báo ứng nghiệm khi bà Hằng sinh được Hoàng trưởng nữ Tĩnh Hảo, tức Diên Phúc Công chúa.
Sau đó, bà Nhậm cũng hạ sinh Hoàng nhị nữ là An Thạnh Công chúa Nhàn Yên, hạ giá lấy Tạ Quang Ân. Sử sách không ghi lại năm sinh cũng như năm mất của công chúa, ước chừng là từ năm 1824 đến 1826. Từ đó về sau bà không hoài thai thêm bất kỳ lần nào nữa.

## Sách phong làm Phi
Năm 1841, vua Thiệu Trị đăng cơ, bà Nhậm cùng các phủ thiếp của ông đều được gọi chung là Cung tần (宮嬪), chờ mãn tang vua cha Minh Mạng rồi mới phân định vị hiệu.
Đại Nam thực lục đệ tam kỷ cho biết, năm Thiệu Trị thứ 3 (1843), nhà vua thay đổi danh hiệu hậu cung được định ra từ thời Minh Mạng, xuống dụ nội các rằng: "Nhân nghĩ đến chính hoá của nhà vua, tất từ nhà mà ra đến nước, trật tự trong cung cũng nên định có khác nhau. Nay chuẩn cho đặt một Hoàng quý phi, trên giúp Hoàng hậu, chủ việc ăn uống trong cung, hàng ở trên bậc thứ nhất; thứ đến Quý phi, Đoan phi, Lệnh phi làm bậc thứ nhất; Thành phi, Trinh phi, Thục phi là bậc thứ nhì; Quý tần, Lương tần, Đức tần là bậc thứ ba; Huy tần, Ý tần, Nhu tần là bậc thứ tư; Nhàn tần, Nhã tần, Thuận tần là bậc thứ năm; Tiệp dư là bậc thứ sáu; Quý nhân là bậc thứ bảy; Mỹ nhân là bậc thứ tám; Tài nhân là bậc thứ chín". Cùng lúc đó, vua phong cho bà Hằng (sau này là Thái hậu Từ Dụ) chức Thành phi, đứng đầu các cung giai, không lập thêm ai ở bậc trên.
Có nhiều nhầm lẫn cho rằng, vào năm Thiệu Trị thứ 3, bà Nhậm được sơ phong Lệnh phi ở hàng Nhất giai, đứng đầu hậu cung, trên cả bà Hằng. Tuy nhiên, theo ghi chép về năm Thiệu Trị thứ 6 (1846) trong bản dịch Khâm định Đại Nam hội điển sự lệ (tập 6, quyển 76, trang 167) thì vua có dụ như sau: "Lại năm ấy tấn phong Quý phi, Lệnh phi, Lương phi, Thục phi và Thụy tần trở xuống". Điều này có nghĩa là bà Nhậm và bà Hằng đều được tấn phong lên bậc Nhất giai Phi vào năm này, tức là không hề có chuyện bà Nhậm là phi tần có thứ bậc cao nhất trong hậu cung ngay từ năm Thiệu Trị thứ 3.
Phân vị của bà Nhậm vào lần đại phong hậu cung đầu tiên, tuy không được chép nhưng dựa vào việc đến năm Thiệu Trị thứ 6 bà mới được phong làm Lệnh phi thì có thể suy đoán bà Nhậm cao nhất cũng chỉ được phong Trinh phi (貞妃) hoặc Thục phi (淑妃) ở hàng Nhị giai, vì các bậc Tam giai, Tứ giai đều đã có người tại vị.
Năm Thiệu Trị thứ 6 (1846), bà chính thức được sách phong làm Nhất giai Lệnh phi (一階令妃). Năm đó, vua xuống dụ: "Đoan phi cho đổi làm Lương phi, thuộc nhất giai, chữ "Lương" ở bậc tam giai đã đưa tấn phong cho bậc nhất giai thì Lương tần cho đổi làm Thụy tần thuộc tam giai". Chức Đoan phi lúc đầu đứng thứ hai trong bậc Nhất giai, khi cải thành Lương phi được đưa xuống vị trí thứ ba, cứ theo lời dụ "Lại năm ấy tấn phong Quý phi, Lệnh phi, Lương phi, Thục phi và Thụy tần trở xuống". Như vậy, Lệnh phi Nguyễn Văn thị vẫn xếp thứ hai trong hậu cung, chỉ sau mỗi Quý phi Phạm thị, tức bà Từ Dụ Thái hậu sau này.

## Qua đời
Không rõ Lệnh phi Nguyễn Văn thị mất năm nào, được ban tên thụy là Huy Thuận (徽順). Bà được táng tại núi Thuận Đạo (thuộc xã Thủy Bằng, thành phố Huế, Thừa Thiên Huế), cũng là nơi tọa lạc của Xương Lăng, tẩm lăng của vua Thiệu Trị. Từ Xương Lăng, đi về hướng nam - tây nam là Xương Thọ Lăng, tẩm lăng của bà Từ Dụ; đi về hướng bắc-đông bắc là tẩm của bà Lệnh phi. Tẩm mộ của Lệnh phi Nguyễn Văn thị đã bị hư hỏng khá nặng, trên bia mộ khắc chữ Tiền triều Lệnh phi thụy Huy Thuận Nguyễn Văn thị chi tẩm (前朝令妃諡徽顺阮文氏之寑). Táng gần đó là mộ của một bà Tài nhân họ Nguyễn Đăng của vua Thiệu Trị, không rõ húy của bà Tài nhân này vì vua Thiệu Trị có đến 4 bà Tài nhân đều mang họ Nguyễn, được ghi nhận trong Thế phả.

## Trong văn hóa đại chúng
| Năm  | Tác Phẩm        | Nhân Vật               | Diễn Viên     |
| 2020 | 《Phượng Khấu》 | Nguyễn Thị Phương Nhậm | NSND Hồng Vân |